# Edda Klatte
Edda Klatte (verheiratete: Hartung; * 2. Oktober 1953 in Neubrandenburg) ist eine deutsche Mittelstreckenläuferin, die Ende der 1960er/Anfang der 1970er Jahre ebenso wie ihre Zwillingsschwester Elke Klatte im 800-Meter-Lauf erfolgreich war.
Am 28. September 1969 war sie in Neubrandenburg an einem (inoffiziellen) Weltrekord einer Staffel des Sportklubs SC Neubrandenburg im 4-mal-800-Meter-Lauf beteiligt (9:04,2 min: Elke Klatte, Edda Klatte, Cornelia Dornbrack, Elvira Fischer).
1970 wurde sie DDR-Meisterin im 4-mal-800-Meter-Lauf mit der Staffel des SC Neubrandenburg.
Als Bestzeit erreichte sie 2:06,8 min im 800-Meter-Lauf (1972).